# Ume (ruralna cjelina)
Ruralna cjelina Ume, ruralna cjelina u sklopu sela Tugara, područje Grada Omiša.

## Povijest
Ume ili kako ga mještani nazivaju Staro selo, je u sastavu sela Tugare. Podijeljene su na Gornje i Donje Selo. U Gornjem Selu, koje se formiralo uz crkvu sv. Roka, obiteljski sklopovi dvorovi čine zatvorene cjeline sa stambenim kućama te prizemnim vatrenicama, kuhinjama te gospodarskim zgradama u neposrednoj blizini. U Donjem selu sklopovi se nižu uz glavnim kamenom popločani put. Stambene katnice su ulaznim pročeljima okrenute prema putu, a iz njih su smještene vatrenice i druge gospodarske zgrade. Ume su sačuvale tradicijsku arhitekturu i prostornu organizaciju s mrežom puteva, suhozida i bunara te mediteranskog raslinja koje uokviruje sklopove.

## Zaštita
Pod oznakom Z-4647 zavedena je kao nepokretno kulturno dobro - kulturno-povijesna cjelina, pravna statusa zaštićena kulturnog dobra, klasificirano kao "kulturno-povijesna cjelina".

## Galerija
- Ruševine starih kuća
- Ugostiteljski objekt
- Ruševine
- Kiklopske zidine
- Obnovljena kuća
- Uređeni vrtlić pored nekadašnje staje
- Gumno
- Crkva

## Vanjske poveznice
|  | Zajednički poslužitelj ima još gradiva o temi Ume (ruralna cjelina) |